# Walther Schwieger
Walther Schwieger (7 avril 1885 à Berlin – 5 septembre 1917 en mer du Nord) était un commandant de sous-marin allemand pendant la Première Guerre mondiale.
Il était le commandant du sous-marin allemand U-20 qui a coulé le paquebot RMS Lusitania le 7 mai 1915. L'empereur Guillaume II d'Allemagne condamna ce torpillage et adressa un blâme au commandant du sous-marin.
Le 5 septembre 1917, son nouveau sous-marin, le SM U-88, heurte une mine en mer du Nord et coule. Schwieger meurt dans le naufrage. Son bilan était de 49 navires coulés pour un tonnage de 185 212 tonnes et de 4 navires endommagés pour un tonnage de 3 488 tonnes.

## Carrière militaire
Walther Schwieger était issu d'une famille berlinoise connue. En 1903, il rejoignit la marine impériale en qualité de Seekadett. En 1904, il fut promu Fähnrich en mer puis, en 1906, lieutenant en mer. À partir de 1911, il servit dans l'arme sous-marine. En 1912, il prit le commandement de l'U 14. Après le déclenchement de la Première Guerre mondiale en 1914, il fut promu Kapitänleutnant. Le 16 décembre de cette année-là, il reçut le commandement du SM U-20.
Au cours de son septième voyage, le 7 mai 1915, il coula le paquebot britannique RMS Lusitania de la ligne Cunard, causant la mort de 1 198 personnes. À 13 h 20, au sud du cap Old Head de Kinsale près de la côte Sud de l'Irlande, il aperçut ce paquebot de luxe en train de se diriger vers l'Est et observa son parcours à travers le périscope. À 14 h 10, sans avoir averti le navire, il donna l'ordre de tirer à l'officier torpilleur Raimund Weisbach. Il ne fallut pas dix-huit minutes pour que le grand navire coulât avec ses passagers, dont seuls 761 survécurent.
Schwieger a été accusé d'avoir violé le droit international : non seulement il aurait attaqué un navire à passagers sans défense, mais il aurait également tiré une deuxième torpille sur le navire en train de couler. Effectivement, tout de suite après le premier coup de torpille, une autre explosion a secoué le navire, mais peut-être a-t-elle été déclenchée par une chaudière, des munitions, du charbon, de la poussière d'aluminium ou autre chose. Si l’on en croit son journal de guerre et un message radio de son sous-marin décodé par les Britanniques, Schwieger n'aurait tiré qu'une seule torpille. Le Lusitania n’aurait pas arboré de pavillon et aurait transporté à son bord une assez grande quantité de munitions.
Les historiens ont discuté également pour savoir si les États-Unis n'ont pas utilisé le naufrage du Lusitania pour entrer en guerre mondiale aux côtés de la Grande-Bretagne.
En raison de cet acte, Schwieger fut immédiatement placé par les Alliés sur la liste des criminels de guerre et l'on promettait une récompense adaptée à son cas.
Le 4 septembre 1915, Schwieger coula sans avertissement au large des côtes irlandaises le paquebot canadien RMS Hesperian de la ligne Allan, 32 passagers périrent. Le 4 novembre 1916, l'U 20 s'échoua à cinq milles marins au nord de Bovbjerg (Danemark), alors qu’il rentrait de sa 29e mission, à la suite d'un changement de courant et d'un brouillard dense. Toutes les tentatives de sauvetage échouèrent et le bateau explosa le lendemain. En 21 expéditions avec son SM U-20, Schwieger avait coulé un total de 36 navires représentant 144 300 tonneaux.
Le 7 avril 1917, Schwieger prit le commandement de son nouveau SM U-88 qui, le 5 septembre 1917, partit pour son troisième et dernier voyage afin de mener dans le golfe de Gascogne une campagne contre des navires de commerce. Le SM U-54, commandé par le Kapitänleutnant Heeseler, le précédait.

## Grades
- 1er avril 1903: Seekadett
- 15 avril 1904: Fähnrich zur See
- 28 septembre 1906: Leutnant zur See
- 10 novembre 1908: Oberleutnant zur See
- 19 septembre 1914: Kapitänleutnant

## Décorations
- Pré-guerre
  - Ordre de la Couronne (Prusse)
  - Croix de fer 1914 de 2e classe
  - Croix de fer 1914 de 1re classe
- 5 juin 1916
  - Ordre de Hohenzollern
- 30 juillet 1917
  - Pour le Mérite